# Smętowo Graniczne (gmina)
La gmina de Smętowo Graniczne est une commune rurale de la voïvodie de Poméranie et du powiat de Starogard. Elle s'étend sur 86,12 km² et comptait 5 263 habitants en 2006. Son siège est le village de Smętowo Graniczne qui se situe à environ 27 kilomètres au sud de Starogard Gdański et à 70 kilomètres au sud de Gdansk, la capitale régionale.

## Villages
La gmina de Smętowo Graniczne comprend les villages et localités de Bobrowiec, Czerwińsk, Frąca, Grabowiec, Kamionka, Kopytkowo, Kornatka, Kościelna Jania, Kulmaga, Lalkowy, Leśna Jania, Luchowo, Rudawki, Rynkówka, Słuchacz, Smarzewo, Smętówko, Smętowo Graniczne, Stara Jania et Stary Bobrowiec.

## Gminy voisines
La gmina de Smętowo Graniczne est voisine des gminy de Gniew, Morzeszczyn, Nowe, Osiek et Skórcz.